# 大塚雅彥
大塚 雅彥（日语：大塚 雅彦，4月14日），日本男性動畫演出家、動畫導演（監督）。現為日本動畫公司TRIGGER的代表董事。

## 经历
大塚雅彥畢業於西南學院高等學校及大阪藝術大學藝術學部映像計畫學科（現・映像學科），後加入吉卜力工作室，担任劇場动画《平成狸合战》和《心之谷》的監督助手；亦曾在GAINAX的《新世纪福音战士》中担当演出、演出助手。《新世紀福音戰士劇場版》之后移籍GAINAX，於同公司作品裡较多出任演出一职，因有真人电影的经验而獲提携，成为真人电影《爱与时尚》助監督。
之後，大塚雅彥受庵野秀明推薦而首次导演作品《超齡細公主》。2011年，离开GAINAX，同年8月与今石洋之及舛本和也共同設立動畫公司TRIGGER。

## 参加作品

### 电视动画
- 新世纪福音战士 （1995年-1996年）演出・演出助手
- 男女蹺蹺板 （1998年-1999年）分鏡・演出
- 徽章戰士 （1999年）演出
- 此时此刻的我 （1999年-2000年）演出
- 魔力女管家 （2001年）OP動畫演出
- 幻影天使 （2001年）分鏡・演出
- パラッパラッパー （2001年）分鏡
- 阿倍野桥魔法商店街 （2002年）演出
- 超齡細公主 （2002年-2003年）監督
- 這醜陋又美麗的世界 （2004年）演出
- 我的主人愛作怪 （2005年）分鏡・演出
- 天元突破 紅蓮螺巖 （2007年）副監督・脚本・分鏡・演出・演出補（最終話）
- 電腦線圈 （2007年）分鏡
- 藥師寺涼子怪奇事件簿 （2008年）分鏡・演出
- 吊帶襪天使 （2010年）副監督・脚本・分鏡・演出
- C （2011年）分鏡
- KILL la KILL （2013年）动画制作人・OPED演出[6]
- 日常生活中的異能戰鬥 （2014年）总監督・系列構成
- 制約之絆 （2016年）制作主任[7]
- 小魔女學園 （2017年）执行制作人・脚本
- DARLING in the FRANXX（2018年）制作統括・脚本
- SSSS.GRIDMAN （2018年）企画
- 动物新世代 BNA（2020年）音響監督・分鏡

### OVA
- 電脳戦隊ヴギィ'ズ★エンジェル（1997年）演出
- FLCL （2000年-2001年）演出
- まかせてイルか! （2004年）演出
- 飛越巔峰2 （2004年-2006年）演出
- 赛博朋克：边缘行者 （2022年）系列构成・脚本

### 劇場动画
- 平成狸合战 （1994年）監督助手
- 心之谷 （1995年）監督助手
- 新世紀福音戰士劇場版：死與新生 （1997年）演出助手
- 新世紀福音戰士劇場版：THE END OF EVANGELION （1997年）演出助手
- 小魔女學園（2013年）脚本

### Web动画
- KY系JC小空气（日语：KY系JCクウキちゃん）（2013年）制作人

### 真人电影
- 爱与时尚 （1998年）監督助手

## 關連項目
- TRIGGER
- GAINAX
- 日本动画师列表